# Anthoptus calcarea
Anthoptus calcarea är en fjärilsart som beskrevs av William Schaus 1902. Anthoptus calcarea ingår i släktet Anthoptus och familjen tjockhuvuden. Inga underarter finns listade i Catalogue of Life.